# Opel 45/50 PS
Der Opel 45/50 PS war ein PKW der Oberklasse, den die Adam Opel KG nur 1906 baute.

## Geschichte und Technik
Der 45/50 PS war etwas kürzer als der ein Jahr zuvor vorgestellte 35/40 PS, hatte aber einen größeren und stärkeren Motor. Der Luxuswagen war zu seiner Zeit der stärkste Opel.
Der Motor war ein aus zwei Blöcken zusammengesetzter Vierzylinder-Blockmotor mit 8016 cm³ Hubraum (Bohrung × Hub = 135 mm × 140 mm), der 50 PS (37 kW) bei 1500/min. leistete. Der seitengesteuerte Motor mit T-Kopf war wassergekühlt. Der Kolbenschiebervergaser besaß eine Vorwärmung des Kraftstoff-Luft-Gemisches. Jeder Zylinder hatte zwei Zündkerzen, wobei jeweils eine von einer Batteriezündung und die jeweils andere von einer Magnetzündung gespeist wurde. Die Motorleistung wurde über eine Metallkonuskupplung, ein manuelles Vierganggetriebe und eine Kardanwelle an die Hinterachse weitergeleitet.
Der Rahmen war aus Stahlprofilen zusammengesetzt und mit Holz armiert. Die beiden Starrachsen waren an halbelliptischen Längsblattfedern aufgehängt. Die Betriebsbremse war als wassergekühlte Innenbackenbremse ausgeführt, die auf die Getriebeausgangswelle wirkte. Die Handbremse wirkte auf die Trommeln an den Hinterrädern.
Verfügbar war der 45/50 PS als zweisitziger Phaeton, als viersitziger Doppelphaeton und als viertürige Limousine. Mit dem billigsten Aufbau (Phaeton) kostete er 20.000 RM.
Der 45/50 PS wurde bis Ende 1906 gebaut. Dann löste ihn der größere 32/50 PS ab.